# Adolph J. Sabath
Adolf Joachim Sabath (4. dubna 1866 Záboří – 6. listopadu 1952, Bethesda, Maryland) byl americký právník a politik českého původu. Byl kongresmanem Sněmovny reprezentantů nepřetržitě od roku 1907 až do své smrti v roce 1952.

## Životopis
Narodil se v roce 1866 v jihočeském Záboří v židovské rodině jako jedno z jedenácti dětí. Již jako patnáctiletý emigroval do USA do Chicaga za svým bratrancem. Zpočátku se živili příležitostnými pracemi, později se prosadil jako realitní agent. Za vydělané peníze platil cesty dalších příbuzných do USA a svá studia. V roce 1891 dokončil vysokoškolská studia práva a pracoval jako advokát. V roce 1895 byl jmenován soudcem, kterým byl až do roku 1906.
V roce 1907 byl zvolen kongresmanem Sněmovny reprezentantů za Demokratickou stranu za pátý okrsek státu Illinois. Jako kongresman působil nepřetržitě 23 funkčních období až do své smrti v roce 6. listopadu 1952, dva dny po svém dalším znovuzvolení.
Jako kongresman prosadil první zákon týkající se kvality potravin z pohledu spotřebitele (Pure Food and Drug Act). Podporoval nezávislost Československa, v roce 1917 prosadil rezoluci, která Československu přiznávala právo na svobodu a nezávislost. Aktivně podporoval Tomáše Garrigue Masaryka při jeho pobytu v USA. V rodném Záboří financoval stavbu sirotčince.
Prosazoval státní podporu výstavby dálniční sítě. Byl bojovníkem proti prohibici, poukazoval na její negativní efekty a prosazoval povolení obchodu s pivem a vínem. Prosazoval systém sociálního pojištění, byl stoupencem New Dealu. Kritizoval americký izolacionismus, prosazoval vstup USA do Společnosti národů. Silně vnímal hrozbu Nacistického Německa a prosazoval vojenské řešení.
Zemřel ve věku 86 let na rakovinu slinivky 6. listopadu 1952 a byl pohřben na hřbitově Forest Home Cemetery.